# Georg Friedrich Ballhorn
Georg Friedrich Ballhorn (* 1. August 1770 in Hannover; † 7. August 1805 in Neustadt am Rübenberge) war ein deutscher Hofmedikus und Impfpionier.
Ballhorn übersetzte 1799, schon ein Jahr nach dem Erscheinen, Edward Jenners Werk über die Ursachen und Wirkung der Kuhpocken auf Anregung von Christian Friedrich Stromeyer ins Deutsche. Das Werk gilt als Pionierwerk in der Geschichte der Impfung. Im Frühjahr 1799 begann er, selbst Forschungen dazu anzustellen. Ab Januar 1800 unternahm er erste Gegenimpfversuche.
Ballhorns Vater Ludwig Wilhelm Ballhorn war Direktor des Lyzeums in Hannover, das Ballhorn auch selbst besuchte. Seine Mutter (geb. Wolkenhaar) war Superintendentin der Hof-Söhne- und Töchterschule in Hannover. Ballhorn studierte ab 1788 Medizin in Göttingen, wo er 1792 mit seiner Schrift: Dissertatio inauguralis medica sistens quorundum phaenomenorum periodicorum in homine observabilium caussas probabiles zum Doktor der Medizin promovierte. Danach lehrte er dort für zwei Jahre. Nach einer Forschungsreise nach Wien kehrte er nach Hannover zurück. Ballhorn war weiterhin Mitglied in der Physikalischen Gesellschaft zu Göttingen. Am 7. August 1805 verstarb er an den Folgen einer Auszehrung.

## Familie
Georg Friedrich Ballhorn war seit dem 10. November 1801 mit der am 7. Oktober 1774 geborenen Frederike Henrike geb. Hartelmann verheiratet. 

## Werke (Auswahl)
- Eduard Jenners der Arzneywissenschaft Doktors und Mitglieds der Königl. Societät der Wissenschaften Untersuchungen über die Ursachen und Wirkungen Der Kuhpocken einer Krankheit die man in einigen westlichen Provinzen Englands vorzüglich in Gloucestershire bemerkt hat. Aus dem Englischen übersetzt von G[eorg] Fr[iedrich] Ballhorn d. A. W. D., Gebr. Hahn, Hannover 1799
- Traité de l’inoculation vaccine avec l’exposé et les résultats des observations faites sur cet objet à Hannovre et dans les environs de cette capitale, Leipzig 1801 (Ballhorn und Stromeyer 1801)
- Ueber Declamation in medicinischer und diätetischer Hinsicht / Ballhorn, Georg Friedrich
- Übersicht der in Hannover mit der Kuhpockenimpfung angestellten Versuche. In: N. Hannöver. Magazin (10), 1800. Mit C.F. Stromeyer